# Schoolhouse Point
Schoolhouse Point (más néven School Point vagy Skull Point) az Amerikai Egyesült Államok északnyugati részén, Washington állam Clallam megyéjében elhelyezkedő önkormányzat nélküli település.